# أنتوني كيلي
أنتوني كيلي (بالإنجليزية: Anthony Kelly)‏ هو لاعب اللاكروس أمريكي، ولد في 30 مايو 1980 في نورث أولمستيد في الولايات المتحدة.